# Johan Wilhelm Zetterstedt
Johan Wilhelm Zetterstedt (Mjölby, 20 maggio 1785 – Lund, 27 dicembre 1874) è stato uno zoologo, entomologo e botanico svedese.

## Biografia
Zetterstedt studiò presso l'Università di Lund, dove fu allievo di Anders Jahan Retzius. 
Fu nominato professore nel 1822 e succedette a Carl Adolph Agardh come professore di Botanica e di Economica pratica nel 1836. Andò in pensione come professore emerito nel 1853.
Nel 1831, fu eletto membro dell'Accademia Reale Svedese di Scienze.
Egli è maggiormente noto come entomologo e lavorò principalmente su Diptera e Hymenoptera. Le sue collezioni di Diptera e Orthoptera scandinavi, lapponi e di tutto il mondo si trovano nel Museo Zoologico dell'Università di Lund.
Fra i suoi studenti vi fu Anders Gustaf Dahlbom.

## Opere principali
- 1810-1812 Dissertatio de Fæcundatione Plantarum
- 1821 Orthoptera Sueciae disposita et descripta. Lundae (Lund), 132 pp.
- 1828 Fauna Insectorum Lapponica
- 1835 Monographia Scatophagarum Scandinaviæ
- 1837 Conspectus familiarum, generum et specierum Dipterorum, in: Fauna insectorum Lapponica descriptorum. Isis (di Lorenz Oken)
- 1838 Conspectus plantarum in horto botanico et plantatione Universitatis Typis excudit Carolus Fr. Berling
- 1838-1840 Insecta Lapponica. L. Voss, Lipsiae (Leipzig), 1139 pp.
- 1842-1854 Diptera Scandinaviae disposita et descripta. Lundbergiana, Lundae (Lund),6 volumes.
- 1855 Diptera Scandinaviae disposita et descripta. Tomus duodecimus seu supplementum tertium, continens addenda, corrigenda & emendanda tomis undecim prioribus. Officina Lundbergiana, Lundae (Lund)